# Molise Falanghina
Il Molise Falanghina è un vino DOC la cui produzione è consentita nelle province di Campobasso e Isernia.

## Caratteristiche organolettiche
- colore: bianco paglierino più o meno intenso
- odore: delicato, gradevole, caratteristico
- sapore: secco, leggermente vivace, armonico

## Produzione
Provincia, stagione, volume in ettolitri
- nessun dato disponibile